# Lobi (popolo)

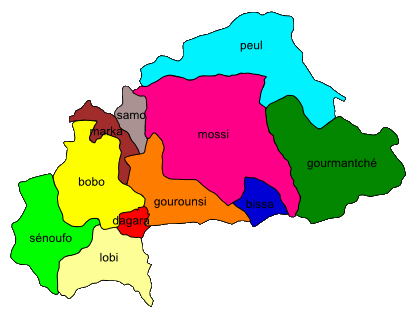
Distribuzione linguistica in Burkina Faso

I Lobi sono un'etnia dell'Africa occidentale. Originari del Ghana, oggi si trovano prevalentemente in Costa d'Avorio e in Burkina Faso, a causa di una migrazione verso nord avvenuta nel corso del XVIII secolo. Parlano la lingua lobi, o lobiri, appartenente al ceppo Gur delle lingue niger-kordofaniane.

## Caratteristiche
Si ritrovano lungo il corso del Volta Nero che si trova in Alto Volta. Vivono di agricoltura, di lavorazione dei metalli e sono abili nella lavorazione della ceramica.

## Archeologia
Sono stati rinvenuti oggetti d'arte in rame e bronzo dell'VIII - VII secolo a.C. da cui si evince la stessa tecnica di lavorazione ancora oggi adottata.